# 10474 Pecina
10474 Pecina este o planetă minoră (asteroid), cu un diametru de 3,527 km, din centura de asteroizi. A fost descoperită pe 3 martie 1981 la Observatorul Siding Spring de Schelte J. Bus. 
Obiectul prezintă o orbită caracterizată de o semiaxă mare de 2,7185245 UAi, o excentricitate de 0,06, o înclinație de 4,06043 ° în raport cu ecliptica.